# Giuliano (prefetto dell'annona)
Giuliano (latino: Iulianus; fl. giugno-ottobre 366) è stato un prefetto romano, in carica dal giugno all'ottobre 366.
È il destinatario di una legge conservata nel Codice teodosiano (14.15.2a, datata 14 giugno) ed è citato nella Collectio Avellana (1.6a).